# 大阪モノレール美術館
大阪モノレール美術館（おおさかモノレールびじゅつかん）は大阪モノレールの各駅構内に設けられた現代美術彫刻作品展示施設の総称。

## 概要
1990年～2001年に大阪府立現代美術センターの主催で開催された世界的規模の現代美術コンクール「大阪トリエンナーレ」の入賞作（買い上げ）および企業・団体・個人から寄贈された作品などで構成される大阪府現代美術コレクションのうち、耐久性、安全性などの観点もふくめたパブリックスペースに相応しい彫刻作品を選択し、大阪モノレールの駅のうち、新しく開業した彩都西駅と豊川駅以外の16駅の各駅構内に展示し、一般に公開しているものである。彩都西駅と豊川駅については今後新たな作品を確保できた場合は展示することになっている。基本的には改札内のコンコースに展示されているが、大阪空港駅のみ改札外に展示されている。

## 主な展示作品
- 大阪空港駅 - 「林檎の惑星-92」吉田和央（日本）、「鉄のための装置1,2」田邊朗、「京空間B」清水九兵衛
- 蛍池駅 - 「大勝利ツアー（発展途上の発明シリーズ）」エルナン・プエルマ（チリ） 、「畫90-2」白徹朱（韓国）
- 柴原阪大前駅 - 「標本A 」「標本B」「Dish」「手」森口宏一（日本）
- 少路駅 - 「ケースの場合A」「ケースの場合Ｂ」「風景」森口宏一
- 千里中央駅 - 「煙りのように 」デイヴィッド・ウィルソン（イギリス） 、「立ち上がる構造」ゼンナーロ（イタリア）
- 山田駅 - 「暗い雲」森口宏一
- 万博記念公園駅 - 「韻律と理由」ダニエル・バレット（アイルランド） 、「空中の使者」オダ・マサユキ（日本）、「使者」アントニーン・スティブーレック（チェコ）、「起立する卵」タワッチャイ・パントゥサワット（タイ） 、「ケツァルコアトル」セバスチャン（メキシコ）、「マヤバン」レイヨ・ヨハニ・パービライネン（フィンランド） 、「幸福の門１」チェ・ソクホ（韓国）、「FIGURE A」清水九兵衛
- 宇野辺駅 - 「FIGURE-9」清水九兵衛
- 南茨木駅 - 「ひねくれたプログラム」池田丈一（日本）
- 沢良宜駅 - 「水の中でバチャバチャ」下次正一（日本）、「寺院の魂」ジャン・デュピュイ（フランス）
- 摂津駅 - 「創造力の箱 I 」吉田和央、「ビジョン」アナーヘ・スミス（ブラジル）
- 南摂津駅 - 「資本家（政治家シリーズ）」エルナン・プエルマ（チリ）
- 大日駅 - 「われわれは歩き続ける、そして」エスカローナ（ベネズエラ）、「阿」小田信夫（日本） 、「隆起する波」トム・C・オール（アメリカ）
- 門真市駅 - 「CORRESPONDING FORM1」清水九兵衛、「精霊」ジンクベ（ベナン）
- 宇野辺駅 - 「結び付き」カルロス・デスプラデル（ドミニカ共和国）
- 阪大病院前駅 - 「白い円」ジョージ・シュガーマン（アメリカ）
- 公園東口駅 - 「航海」小泉俊巳（日本）、「戦争の亡霊」バシェンカ・バーバラ・シコラ（オーストラリア）、「作品 E」清水九兵衛

## 他の大阪府現代美術コレクション展示施設
- りんくう現代美術空間
- そねちか